# Sam Melville
Samuel „Sam“ Gardner Melville (* 20. August 1936 in Fillmore, Utah; † 9. März 1989 in Los Angeles, Kalifornien) war ein US-amerikanischer Schauspieler.

## Leben
Melville begann seine Karriere Mitte der 1960er Jahre mit Gastauftritten in Fernsehserien wie Ein Käfig voller Helden, Auf der Flucht und Rauchende Colts. Sein Spielfilmdebüt hatte er 1967 als Morgan Earp in John Sturges’ Western Die fünf Geächteten an der Seite von James Garner und Jason Robards. Im darauf folgenden Jahr hatte er eine kleine Nebenrolle in Thomas Crown ist nicht zu fassen mit Steve McQueen und Faye Dunaway in den Hauptrollen. Bekanntheit beim US-amerikanischen Fernsehpublikum erlangte er durch seine Darstellung des Officer Mike Danko in der von Aaron Spelling produzierten Krimiserie California Cops – Neu im Einsatz, von der zwischen 1972 und 1976 93 Episoden entstanden. 1978 war Melville in einer Nebenrolle im Surf-Film Tag der Entscheidung von John Milius zu sehen. In den darauf folgenden Jahren spielte er Gastrollen in verschiedenen Serienformaten wie T. J. Hooker, Airwolf und Das A-Team. Zwischen 1985 und 1987 stellte er in der Fernsehserie Agentin mit Herz den Ex-Mann von Kate Jackson dar. Jackson hatte zuvor in California Cops – Neu im Einsatz seine Frau gespielt. Danach war er noch in einigen B-Movies zu sehen.
Melville verstarb im Alter von 52 Jahren an Herzversagen. Er war verheiratet und hatte keine Kinder.

## Filmografie (Auswahl)
Film
- 1967: Die fünf Geächteten (Hour of the Gun)
- 1968: Thomas Crown ist nicht zu fassen (The Thomas Crown Affair)
- 1978: Tag der Entscheidung (Big Wednesday)
- 1990: Killer Kid (Deadly Weapon), auf Video

Fernsehen
- 1966: Ein Käfig voller Helden (Hogan’s Heroes)
- 1967: Auf der Flucht (The Fugitive)
- 1967: Rauchende Colts (Gunsmoke)
- 1968: Hawaii Fünf-Null (Hawaii Five-O)
- 1970: Bonanza
- 1971: Mannix
- 1972–1976: California Cops – Neu im Einsatz (The Rookies)
- 1980: Ein Duke kommt selten allein (The Dukes of Hazzard)
- 1980: Fantasy Island
- 1983: T. J. Hooker
- 1984: Airwolf
- 1984: Das A-Team (The A-Team)
- 1985–1987: Agentin mit Herz (Scarecrow and Mrs. King)
- 1986: Dallas
- 1986: Das Imperium – Die Colbys (The Colbys)